# Ганущин, Александр Александрович
Алекса́ндр Алекса́ндрович Гану́щин (укр. Олександр Олександрович Ганущин; род. 16 июня 1978, Рахов Закарпатская область, СССР) — украинский государственный деятель, председатель Львовского областного совета с 2015 по 2020 год.

## Биография
Родился 16 июня 1978 года в Рахове.
В 1999 году окончил географический факультет Львовского государственного университета имени Ивана Франко.
С 1999 по 2001 год работал охранником производственно-торгово-посреднической фирмы «Ирис». В марте-апреле 2002 года был главой участковой избирательной комиссии № 35 избирательного округа № 116, с января по май 2003 года работал помощником сварщика пластмасс ООО «Авиа», одновременно с января по сентябрь 2003 года был помощником народного депутата Украины.
В 2005 году окончил Львовский региональный институт государственного управления Национальной академии государственной службы при Президенте Украины. В дальнейшем работал в Львовской областной государственной администрации: с марта 2005 года был начальником отдела обеспечения работы главы ОГА, в сентябре-октябре 2005 года — исполняющим обязанности руководителя аппарата, с октября 2005 года по 2007 год — руководитель аппарата кадрового резерва, с 2007 по 2009 год — заместитель главы и руководитель аппарата Львовской ОГА.
С 2006 года был депутатом Львовского областного совета.
С марта по июль 2013 года был главным консультантом по связям с органами местного самоуправления и органами государственной власти ООО "Юридическая компания «Кватро-Консалтинг», с 2013 года — главным консультантом по связям с органами местного самоуправления и органами государственной власти адвокатского объединения «Матвеев и партнёры».
18 ноября 2015 года возглавил Львовский областной совет, занимал должность до 1 декабря 2020 года.
Является членом партии «Европейская солидарность».

## Семья
Женат, супруга — Соломия Несторовна (1980 года рождения), трое детей: Стефания (2006), Нестор (2010) и Богомила (2017).